# Kegyelem (vallás)
A kegyelemnek többféle jelentése van a vallásokban, a kereszténységben többnyire Isten üdvözítő kegyelmére vonatkozik.

## Kereszténység

### Az üdvözítő kegyelem
A kereszténység tanítása szerint az az isteni adomány, amely képessé teszi az embert az érdemszerzésre és a mennyországba való bejutásra. Istennek azon jósága, melynél fogva az embert bűnössége dacára is szereti, s számára az elveszett örök boldogság visszaszerzésére nézve utat-módot nyújt. Az Újszövetségben Jézus személyében jelenik meg, aki megváltásával a benne hívőknek örök életet ígér.
Az első emberpár bűnössé lett a törvényszegése miatt. Többé már nem volt képes ellenállni Sátánnak. 
Amikor az ember a bűn uralma alá került, Isten törvényének kárhoztatása és átka hárult rá. Nem menekülhettek a bűn következményétől, az (örök) halál várt rájuk. 
Az Újszövetségben Pál írja: Mert a bűn zsoldja a halál, az Isten kegyelmi ajándéka pedig az örök élet Krisztus Jézusban, a mi Urunkban. 
Mielőtt Isten ítéletet mondott az elbukott emberpár bűne felett, reménységet adott nekik, bemutatva a kegyelem szövetségét: »Ellenségeskedést szerzek közötted és az asszony között, a te magod között, és az ő magva között: az neked fejedre tapos, te pedig annak sarkát mardosod« (1Móz 3,15) – mondta Isten.
Jehova üzenete azért jelentett bátorítást, mert kifejtette, hogy noha Sátánnak sikerült az emberiséget a gonosz bűvkörébe kerítenie (eredendő bűn), végül mégis legyőzött lesz. A gonoszság atyja "megmarta" ugyan az asszonyt és annak magvát, de végül vereséget szenved. Megköttetett a szövetség Isten és az ember(iség) között. Kegyelme által Isten védőbástyát ígért a bűn és annak következménye ellen. 
A szövetség Isten ígéretére épült. Jézus Krisztus lett a szövetség kezese. A kezes az, aki magára vállalja valaki más adósságát vagy kötelezettségét, ha az a személy nem tudja azt megfizetni. Az ember bár bűnbe esett, Krisztus vállalta a büntetést helyettük. Megváltásával megfizette az árat, engesztelést szerzett a bűnért, eleget téve Isten megszegett törvénye követelésének. Ezt a kezességet egyetlen ember vagy angyal sem lett volna képes magára venni.
A kereszthalálával Jézus beteljesítette, amit megfogadott, hogy az emberiség kezeseként lép fel a szövetségben. Amikor felkiáltott: „Elvégeztetett!”  – jelezte, hogy befejezte földi küldetését. Saját életével fizette meg az isteni törvény megszegése miatt szükségessé vált büntetést.
Isten mindenkinek felkínálja az üdvözítő kegyelmét, de mindenkinek szabad akaratára bízza, elfogadja-e Őt, vagy sem.
Az öt sola egyik pontja, a sola gratia (egyedül kegyelemből) elv arra vonatkozik, hogy az üdvözülés csak és kizárólag Isten kegyelme által lehetséges, tekintet nélkül az ember bármilyen jó cselekedetére vagy érdemére.

## Keleti vallások
A keleti vallásokban a kegyelem a szabad és kényszermentes cselekedetekhez kapcsolódik. 
A kegyelem eszméjének nagy jelentősége van a szikhek körében, Nának guru himnuszaiban és a szikh teológiában.
A hinduizmusban a praszáda jelentheti a kegy és a kegyelem szabad megnyilvánulását, amely az egyén segítségére siet, és a móksa felé irányítja.
A prapatti  szó a vaisnava teológia egyik kulcsfogalma, amely Visnu kegyelmének elfogadását jelenti: az isten kegyelme egyetemlegesen elérhetővé vált az írásokon, templomi inkarnációin, Rámanudzsa tanításán stb. keresztül, s ezért a megváltás elérésének egyetlen és valódi eszköze.